# Cantone di Santo Domingo (Ecuador)
Il cantone di Santo Domingo de los Colorados è un cantone della provincia di Santo Domingo de los Tsáchilas in Ecuador.
Istituito il 3 luglio 1967, fu l'unico cantone della provincia di Santo Domingo de los Tsáchilas fino al febbraio 2012 quando, tramite consulta popolare, il cantone di La Concordia è passato dalla provincia di Esmeraldas a quella appunto di Santo Domingo de los Tsáchilas. Il sindaco è la massima autorità amministrativa e politica del cantone.
Il capoluogo del cantone è Santo Domingo de los Colorados.

## Parrocchie

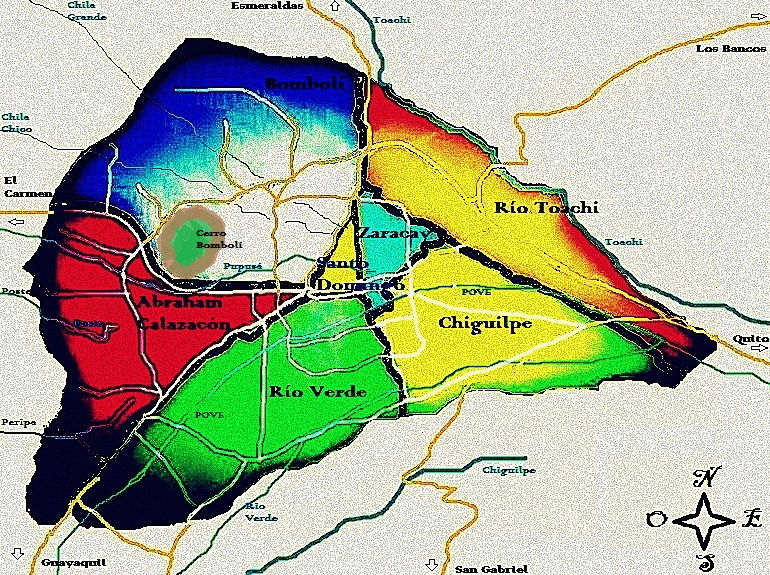
Mappa delle parrocchie urbane di Santo Domingo

Il cantone è diviso in parrocchie urbane e rurali.
Parrocchie urbane
- Santo Domingo
- Chiguilpe
- Río Verde
- Bombolí
- Zaracay
- Abraham Calazacón
- Río Toachi.

Parrocchie rurali
- Alluriquín
- Luz de América
- Puerto Limón
- San Jacinto del Búa
- Valle Hermoso
- El Esfuerzo
- Santa María del Toachi